# Ян-Юрій Радзивілл
Ян-Юрій Радзивілл (також Іван Юрій, Януш Радзивілл та написання прізвища Радивил, Радивилл, Радзивіл; лит. Jonas Jurgis Radvila, пол. Jan Jerzy Radziwiłł, 8 січня 1588 — 18 вересня/18 грудня 1625) — князь, військовий та державний діяч Великого князівства Литовського часів Речі Посполитої, ординат Несвіжу.

## Життєпис

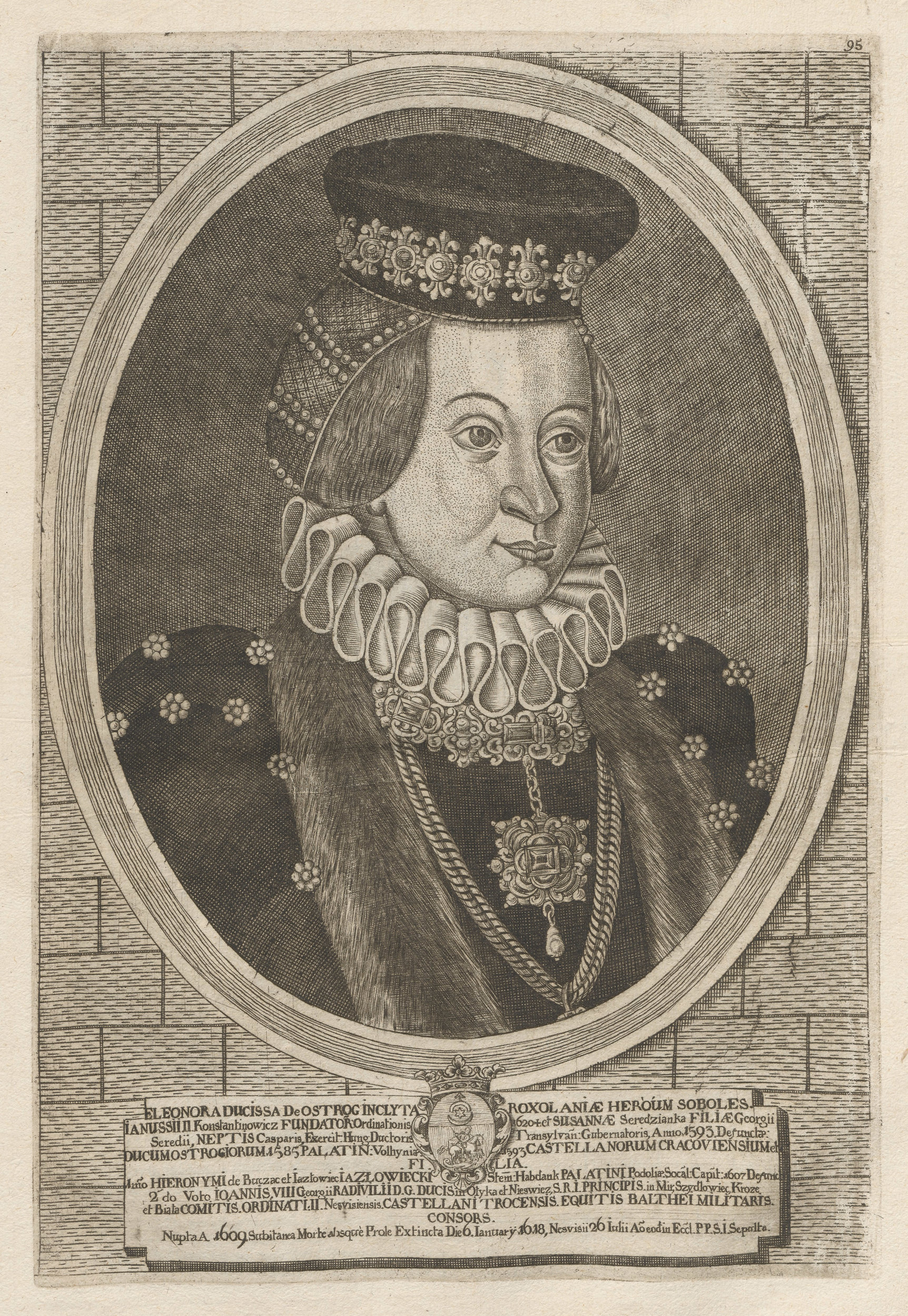
Елеонора Острозька

Народився у Чернавчицях поблизу Берестя (Бреста-Литовського). Син князя Миколая-Криштофа Радзивілла «Сирітки» та його дружини Гальшки (Єлизавети) з Вишневецьких.
Початкове виховання отримав у Несвіжі під наглядом єзуїтів. 1599 року батько разом з молодшими братами Альбрехтом Владиславом і Христофором Миколою вислав їх навчатися до єзуїтського колегіуму в Браневі (дорогою відвідали Гданськ). 1601 року з братами повернувся до Литви (батько хотів відправити в закордонну мандрівку). У березні 1604 р. почав навчання в єзуїтському колегіумі Аугсбурга. Головну роль в його освіті відіграли лекції приватних вчителів. Додатково вивчав також римське право, математику, німецьку мову, гру на лютні та шарманці.
У травні 1608 року був у Острозі на похоронах князя Костянтина-Василя Острозького.
Після одруження в 1609 році наступні роки найчастіше перебував у маєтку дружини, не будучи активним у політичному житті (крім участі у 1611 р. як посол на сеймі). Головну увагу зосередив на майнових справах дружини. Спірні питання були врегульовані укладеною 31 серпня 1611 року угодою з Кашовськими, Чурилами, Белжецькими, Вольськими — спадкоємцями Ієроніма Язловецького. 10 грудня 1615 р. як власник (дідич) Язловця видав грамоту-привілей, в якій були визначені права та обов'язки представників вірменської громади міста.
Виграв процес щодо відшкодування втрат (оцінив у 90000 злотих) Зофією Гольською як спадкоємиці померлого Станіслава Гольського, тому отримав право інтромісії на Бучач, який тоді посідала Зофія Гольська. Під час феодальних «розбірок» з нею за допомогою підкупу коменданта замку Бучача здобув його при допомозі галицького старости Станіслава Влодека. Зофія Гольська, вийшовши повторно заміж за подільського воєводу Станіслава Лянцкоронського, подала позов до Коронного трибуналу з приводу нападу на Бучач, вимагала повернути 60000 гривень. Станіслав Лянцкоронський, використовуючи зв'язки, добився кари інфамії та баніції для Яна Юрія Радзивілла. Закінчилась остаточно суперечка полюбовно 11 лютого 1615 року за посередництва київського — Станіслава Жолкевського — та руського воєводи Івана Даниловича.
На 6 січня 1626 року було призначено його шлюб з Катажиною Войнянкою — пасербицею старости жмудського Героніма Воловича. Перебуваючи у цій справі у них у Кобрині, помер після короткої хвороби 18 грудня 1625 року. Був похований 10 лютого 1626 року в родинному гробівці костелу оо. Єзуїтів у Несвіжі. Після його смерти рідний брат Ольбрахт-Владислав успадкував Несвізьку ординацію.

### Сім'я
Був одружений з Елеонорою Острозькою (пом. 6 січня 1618) — донькою Януша Острозького, вдовою власника Язловця Ієроніма Язловецького та спадкоємицею частини його маєтків. Домагатись її руки розпочав невдовзі після похорону кн. Костянтина-Василя Острозького. Спочатку Януш Острозький був проти укладення шлюбу, вимагаючи від майбутнього свата Миколая «Сирітки» відступити сину посаду віленського воєводи та записати частину спадку. 11 червня 1609 майбутні свати уклали домовленості про майбутній шлюб дітей.
Шлюб відбувся у половині жовтня у Язловці, дітей не мали. Успадковану після смерті дружини частину маєтків у Язловці за життя відступив маршалку великому коронному Миколаю Вольському — опікуну братанка Адама, який мав третину Язловця.
Був його портрет з двома братами під час навчання в Аугсбурзі.